# San Jerónimo, Ocosingo
San Jerónimo är en ort i Mexiko.   Den ligger i kommunen Ocosingo och delstaten Chiapas, i den sydöstra delen av landet, 900 km öster om huvudstaden Mexico City. San Jerónimo ligger 1 347 meter över havet och antalet invånare är 150.
Terrängen runt San Jerónimo är huvudsakligen lite bergig. San Jerónimo ligger uppe på en höjd. Runt San Jerónimo är det glesbefolkat, med 16 invånare per kvadratkilometer. Närmaste större samhälle är Taniperla, 6,2 km norr om San Jerónimo. I omgivningarna runt San Jerónimo växer i huvudsak städsegrön lövskog.